# Liste der Kurzgeschichten von Roald Dahl

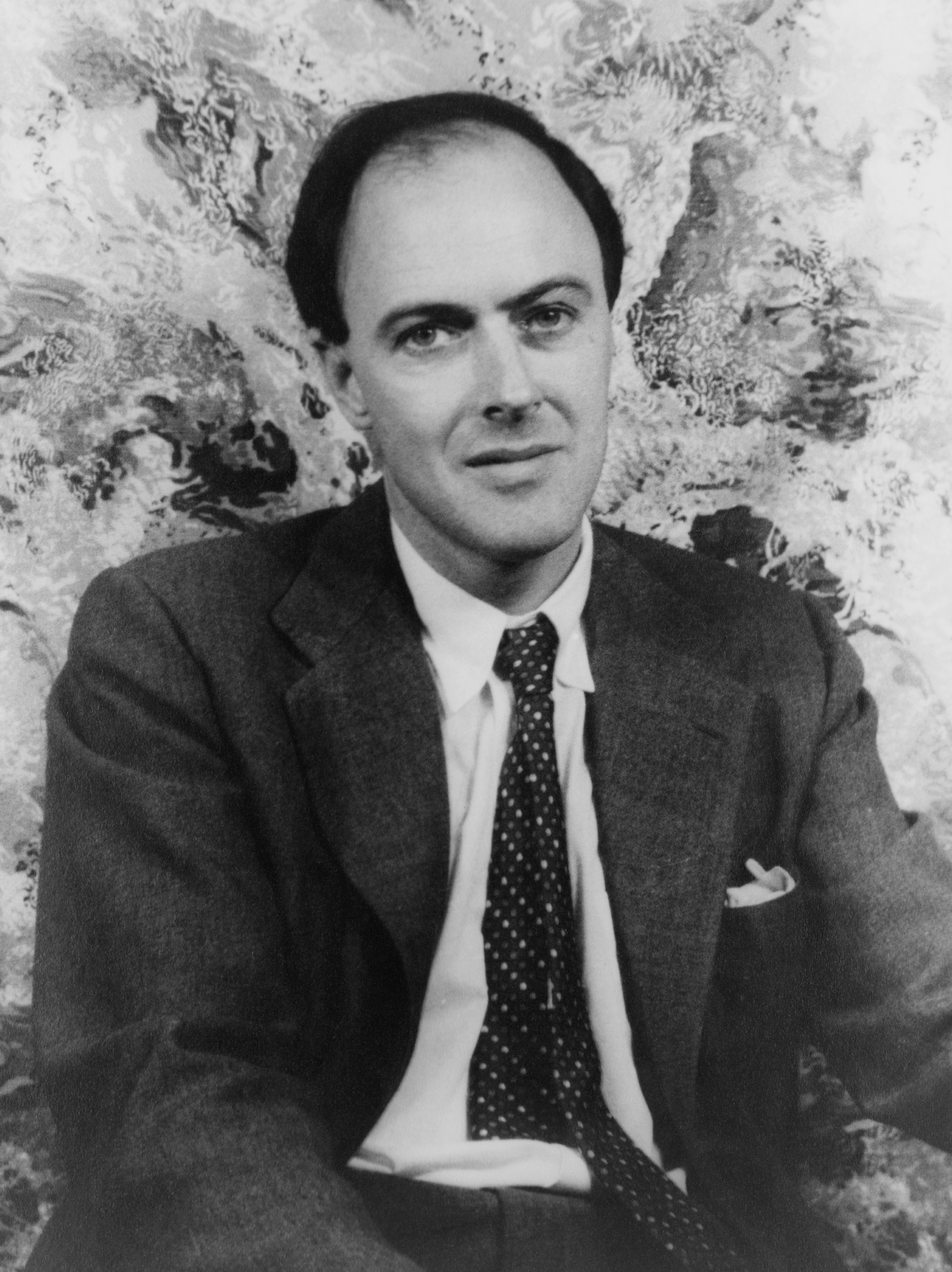
Roald Dahl, 20. April 1954

Die Liste der Kurzgeschichten von Roald Dahl führt in der chronologischen Reihenfolge der Erstveröffentlichungen alle bekannten Kurzgeschichten von Roald Dahl auf. Enthalten sind auch diejenigen Kurzgeschichten, die aus unterschiedlichen Gründen unveröffentlicht geblieben sind. Manche Kurzgeschichten wurden in verschiedenen Publikationen unter verschiedenen Titeln veröffentlicht. Die Tabelle enthält als erste Titelangabe die allgemein am weitesten verbreitete Titelbezeichnung der jeweiligen Geschichte. Auf Alternativtitel wird in den Bemerkungen der Tabelle verwiesen.
| Englischer Titel                                                                   | Erstveröffentlichung; Sammlung                                                | Deutscher Titel; Sammlung                                                                                         | Bemerkungen |
| ---------------------------------------------------------------------------------- | ----------------------------------------------------------------------------- | --- | --- |
| The Kumbak II                                                                      | Unveröffentlichte Kurzgeschichte von 1926                                     | | Roald Dahl verfasste als 10-Jähriger diese Kurzgeschichte; Originalmanuskript vorhanden |
| Shot Down Over Libya                                                               | Saturday Evening Post, 1. August 1942                                         | In Deutsch nicht veröffentlicht                                                                                   | 1946 in Over to You als A Piece of Cake veröffentlicht, einer Überarbeitung und Kombination von Shot Down Over Libya und Missing: Believed Killed von 1944                                                                                          |
| The Gremlins                                                                       | Cosmopolitan, Dezember 1942; Veröffentlichung als Buch 1943                   | In Deutsch nicht veröffentlicht                                                                                   | Veröffentlicht unter dem Pseudonym “Pegasus, a famous Gremlinologist” („Pegasus, ein berühmter Gremlinologe“); |
| The Sword                                                                          | The Atlantic Monthly, August 1943                                             | In Deutsch nicht veröffentlicht                                                                                   | Abgeänderte Version 1986 in Dahls Autobiografie Going Solo (auch in deutscher Übersetzung) |
| Katina                                                                             | Ladies’ Home Journal, März 1944; Over to You                                  | Katina; ...steigen aus ... maschine brennt...                                                                     | |
| Only This                                                                          | Ladies’ Home Journal, September 1944; Over to You                             | Nur dies; ...steigen aus ... maschine brennt...                                                                   | |
| Beware of the Dog                                                                  | Harper’s Magazine, Oktober 1944;Over to You                                   | Garde au chien; ...steigen aus ... maschine brennt...                                                             | |
| Missing: Believed Killed                                                           | Tomorrow (November 1944)                                                      | In Deutsch nicht veröffentlicht                                                                                   | 1946 in Over to You als A Piece of Cake veröffentlicht, einer Überarbeitung und Kombination von Shot Down Over Libya und Missing: Believed Killed von 1944                                                                                          |
| The Ginger Cat                                                                     | Unveröffentlichte Kurzgeschichte von etwa 1945                                | | |
| World Leaders                                                                      | Unveröffentlichte Kurzgeschichte von etwa 1945                                | | |
| They Shall Not Grow Old                                                            | Ladies’ Home Journal, März 1945; Over to You                                  | Alt werden sie nicht; ...steigen aus ... maschine brennt                                                          | |
| Madame Rosette                                                                     | Harper’s Magazine, August 1945; Over to You                                   | Madame Rosette; ...steigen aus ... maschine brennt...                                                             | |
| Death of an Old Old Man                                                            | Ladies’ Home Journal, September 1945; Over to you                             | Tod eines alten, alten Mannes; ...steigen aus ... maschine brennt                                                 | |
| Someone Like You                                                                   | Town & Country, November 1945; Over to You                                    | Jemand wie du; ...steigen aus ... maschine brennt...                                                              | |
| Smoked Cheese                                                                      | The Atlantic, November 1945                                                   | In Deutsch nicht veröffentlicht                                                                                   | |
| An African Story                                                                   | Over to You                                                                   | Eine afrikanische Geschichte; ...steigen aus ... maschine brennt                                                  | |
| A Piece of Cake                                                                    | Over to You                                                                   | Eine Kleinigkeit in ...steigen aus ... maschine brennt sowie Ein Kinderspiel in Ich sehe was, was du nicht siehst | Überarbeitung und Kombination von Shot Down Over Libya (1942) und Missing: Believed Killed (1944) – Vgl. auch Bemerkung und Fußnoten zu Shot Down Over Libya                                                                                        |
| Yesterday was Beautiful                                                            | Over to You                                                                   | Gestern war es schön; ...steigen aus ... maschine brennt...                                                       | |
| Foreign Intelligence                                                               | Unveröffentlichte Kurzgeschichte von 1947                                     | | |
| The Mildenhall Treasure                                                            | Saturday Evening Post, 20. September 1947; The Wonderful Story of Henry Sugar | Der Schatz von Mildenhall; Ich sehe was, was du nicht siehst                                                      | Erstveröffentlichung von 1947 unter dem Titel He Plowed Up $ 1 000 ; Roald Dahls als Kurzgeschichte geschriebene eigene Recherche über die tatsächliche Entdeckung des Schatzes von Mildenhall                                                      |
| The Dogchild                                                                       | Unveröffentlichte Kurzgeschichte von 1948                                     | | |
| Man from the South                                                                 | Collier’s, 4. September 1948; Someone Like You                                | Mann aus dem Süden; ...und noch ein Küßchen!                                                                      | Titel der Erstveröffentlichung von 1948 Collector’s Item |
| The Sound Machine                                                                  | The New Yorker, 17. September 1949; Someone Like You                          | Der Lautforscher; ...und noch ein Küßchen, Gesammelte Erzählungen                                                 | |
| Nineteen Fifty What?                                                               | Unveröffentlichte Kurzgeschichte von 1950                                     | | |
| Poison                                                                             | Collier’s, 3. Juni 1950; Someone Like You                                     | Gift; ...und noch ein Küßchen                                                                                     | |
| The Girl Without a Name                                                            | Today’s Woman, November 1951                                                  | In Deutsch nicht veröffentlicht                                                                                   | Der Arbeitstitel war Meet My Sister; auch unter Engaging a Minx bekannt |
| Taste                                                                              | The New Yorker, 8. Dezember 1951; Someone Like You                            | Geschmack; ...und noch ein Küßchen!                                                                               | |
| Dip in the Pool                                                                    | The New Yorker, 19. Januar 1952; Someone Like You                             | Einsatz; ...und noch ein Küßchen                                                                                  | |
| Skin                                                                               | The New Yorker, 17. Mai 1952; Someone Like You                                | Haut; ...und noch ein Küßchen!                                                                                    | Ursprünglicher Titel von 1952 A Picture for Drioli |
| My Lady Love, My Dove                                                              | The New Yorker, 21. Juni 1952; Someone Like You                               | Mein Herzblatt; ...und noch ein Küßchen!                                                                          | |
| Mr. Feasey                                                                         | The New Yorker, 25. Juli 1953; Someone Like You                               | Das Hunderennen; Mein Freund Claud                                                                                | Ursprünglicher Titel 1953 Dog Race |
| Lamb to the Slaughter                                                              | Harper’s Magazine, September 1953; Someone Like You                           | Lammkeule; ...und noch ein Küßchen!                                                                               | |
| Nunc Dimittis                                                                      | Collier’s, 4. September 1953; Someone Like You                                | Nunc Dimittis; ...und noch ein Küßchen!                                                                           | Ursprünglicher Titel Twenty Years Younger; 1953 unter The Devious Bachelor veröffentlicht; weitere Veröffentlichung auch unter dem Titel A Connoisseur’s Revenge                                                                                    |
| Edward the Conqueror                                                               | The New Yorker, 31. Oktober 1953; Kiss Kiss                                   | Edward der Eroberer; Küßchen, Küßchen!                                                                            | |
| Galloping Foxley                                                                   | Town & Country, November 1953; Someone Like You                               | Der rasende Foxley; ...und noch ein Küßchen!                                                                      | |
| Mr. Hoddy                                                                          | Someone Like You                                                              | Hoddy; Mein Freund Claud                                                                                          | |
| Neck                                                                               | Someone Like You                                                              | Hals; ...und noch ein Küßchen!                                                                                    | |
| Rummins                                                                            | Someone Like You                                                              | Rummins; Mein Freund Claud                                                                                        | |
| The Great Automatic Grammatizator                                                  | Someone Like You                                                              | Der große automatische Grammatisator; ...und noch ein Küßchen!                                                    | |
| The Ratcatcher                                                                     | Someone Like You                                                              | Der Rattenfänger; Mein Freund Claud                                                                               | |
| The Soldier                                                                        | Someone Like You                                                              | Der Soldat; ...und noch ein Küßchen!                                                                              | |
| The Wish                                                                           | Someone Like You                                                              | Der Wunsch; ...und noch ein Küßchen!                                                                              | |
| The Way Up to Heaven                                                               | The New Yorker, 27. Februar 1954; Kiss Kiss                                   | Der Weg zum Himmel; ...Küßchen, Küßchen!                                                                          | Später auch unter dem Titel Going Up veröffentlicht |
| Parson’s Pleasure                                                                  | Esquire, April 1958; Kiss Kiss                                                | Des Pfarrers Freude; Küßchen, Küßchen!                                                                            | |
| The Champion of the World                                                          | The New Yorker, 31. Januar 1959; Kiss Kiss                                    | Der Weltmeister; Küßchen, Küßchen!                                                                                | Späterer Titel auch Sitting Pretty; Bearbeitung und Erweiterung im Kinderbuch Danny the Champion of the World (1975), in Deutsch Danny oder Die Fasanenjagd (1977)                                                                                  |
| The Landlady                                                                       | The New Yorker, 28. November 1959; Kiss Kiss                                  | Die Wirtin; Küßchen, Küßchen!                                                                                     | |
| Mrs. Bixby and the Colonel’s Coat                                                  | Nugget, Dezember 1959; Kiss Kiss                                              | Mrs. Bixby und der Mantel des Obersten; Küßchen, Küßchen!                                                         | |
| Genesis and Catastrophe: A True Story                                              | Playboy, Dezember 1959; Kiss Kiss                                             | Genesis und Katastrophe; Küßchen, Küßchen!                                                                        | Ursprünglicher Titel 1959 A Fine Son |
| Murder in Africa                                                                   | Keyhole Mystery Magazine, August 1960                                         | In Deutsch nicht veröffentlicht                                                                                   | |
| Georgy Porgy                                                                       | Kiss Kiss                                                                     | Georgy Porgy; Küßchen, Küßchen!                                                                                   | |
| Pig                                                                                | Kiss Kiss                                                                     | Schwein; Küßchen, Küßchen!                                                                                        | |
| Royal Jelly                                                                        | Kiss Kiss                                                                     | Gelée Royale; Küßchen, Küßchen!                                                                                   | |
| William and Mary                                                                   | Kiss Kiss                                                                     | William und Mary; Küßchen, Küßchen!                                                                               | Ursprünglicher Titel Abide with Me |
| In the Ruins                                                                       | Program of the World Book Fair, Juni 1964                                     | In Deutsch nicht veröffentlicht                                                                                   | Dahls kürzeste Kurzgeschichte |
| The Visitor                                                                        | Playboy, Mai 1965; Switch Bitch                                               | Der Besucher; Kuschelmuschel                                                                                      | |
| The Last Act                                                                       | Playboy, Januar 1966; Switch Bitch                                            | Der letzte Akt; Kuschelmuschel                                                                                    | |
| The Great Switcheroo                                                               | Playboy, April 1974; Switch Bitch                                             | Wildwechsel; Kuschelmuschel                                                                                       | |
| The Upsidedown Mice                                                                | Puffin Annual Number One, London 1974                                         | In Deutsch nicht veröffentlicht                                                                                   | |
| The Butler                                                                         | Travel + Leisure, Mai 1974; More Tales of the Unexpected                      | Der Butler; Ich sehe was, was du nicht siehst                                                                     | Ursprünglicher Titel 1974 The Butler Did It |
| Bitch                                                                              | Playboy, Juli 1974; Switch Bitch                                              | Bitch; Kuschelmuschel                                                                                             | |
| Ah, Sweet Mystery of Life                                                          | The New York Times, 14. September 1974; Ah, Sweet Mystery of Life             | Ah, Süßes Geheimnis des Lebens; Mein Freund Claud                                                                 | Ursprüngliche Fassung von 1974 mit Abweichungen zur heutigen Fassung (z. B. noch ohne die Person Claud) und unter dem Titel Ah! Sweet Mystery of Life, at Last I’ve Found Thee; Titel nach dem gleichnamigen Lied aus der Operette Naughty Marietta |
| The Hitchhiker                                                                     | Atlantic Monthly, Juli 1977; More Tales of the Unexpected                     | Der Anhalter; Ich sehe was, was du nicht siehst                                                                   | |
| Lucky Break. How I Became A Writer                                                 | The Wonderful Story of Henry Sugar and Six More;                              | Wie ich Schriftsteller wurde; Ich sehe was, was du nicht siehst                                                   | Dahls autobiographische Kurzgeschichte über seinen Werdegang als Schriftsteller |
| The Boy Who Talked with Animals                                                    | The Wonderful Story of Henry Sugar and Six More                               | Auf dem Rücken; Ich sehe was, was du nicht siehst                                                                 | |
| The Swan                                                                           | The Wonderful Story of Henry Sugar and six more                               | Der Schwan; Ich sehe was, was du nicht siehst                                                                     | |
| The Wonderful Story of Henry Sugar                                                 | The Wonderful Story of Henry Sugar and six more                               | Ich sehe was, was du nicht siehst; Ich sehe was, was du nicht siehst                                              | Roald Dahl veröffentlichte in der Zeitschrift Argosy, Juli 1952, einen Artikel über den pakistanischen Mystiker Kuda Bux (1905 – 1981), der ihn zu dieser Kurzgeschichte inspirierte.                                                               |
| The Umbrella Man                                                                   | More Tales of the Unexpected                                                  | Der Mann mit dem Regenschirm; Konfetti                                                                            | |
| Mr. Botibol                                                                        | More Tales of the Unexpected                                                  | Mister Botibol; Konfetti                                                                                          | |
| Vengeance is Mine Inc.                                                             | More Tales of the Unexpected                                                  | Mein-ist-die-Rache-GmbH; Konfetti                                                                                 | |
| The Princess and the Poacher                                                       | Two Fables                                                                    | Die Prinzessin und der Wilderer; Die Prinzessin und der Wilderer                                                  | |
| Princess Mammalia                                                                  | Two Fables                                                                    | Prinzessin Busenschön; Die Prinzessin und der Wilderer                                                            | |
| The Bookseller                                                                     | Playboy, Januar 1987; Deception                                               | Der Antiquar; Die Prinzessin und der Wilderer                                                                     | |
| The Surgeon                                                                        | Playboy, Januar 1988; Trickery                                                | Der Chirurg; Die Prinzessin und der Wilderer                                                                      | |
| Death in the Square. A Christmas Mystery in Four Parts (nur Teil 1 von Roald Dahl) | Telegraph Weekend Magazine, 24. Dezember 1988, S. 36 – S. 40                  | In Deutsch nicht veröffentlicht                                                                                   | Es handelt sich um Dahls letzte Erstveröffentlichung einer Kurzgeschichte. Verfasser der Teile 2 bis 4: Ted Willis, Ruth Rendell und Peter Levi |

## Literatur

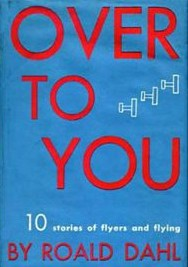
Over to You – 1946
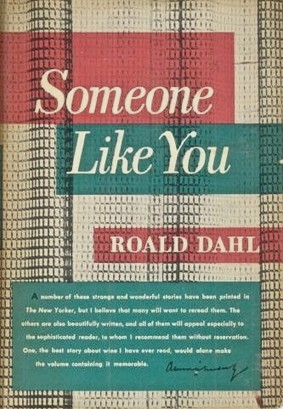
Someone Like You - 1953
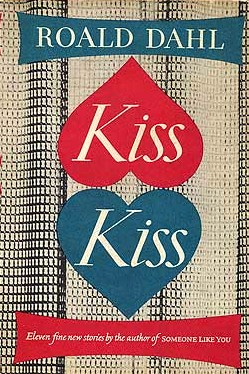
Kiss Kiss – 1960
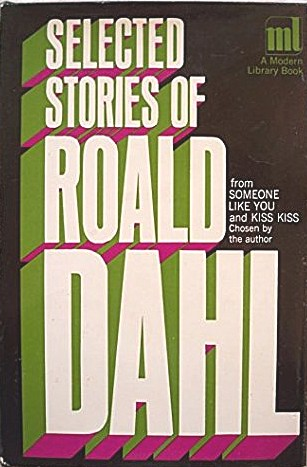
Selected Stories – 1968
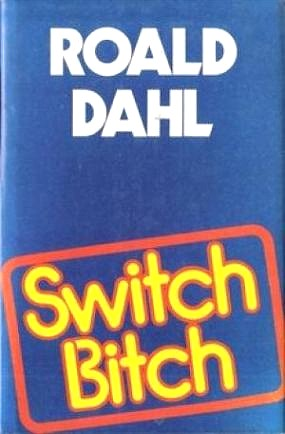
Switch Bitch – 1974
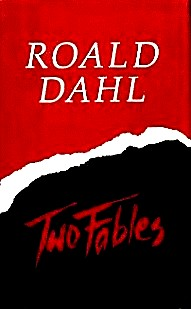
Two Fables – 1986